# تیم ملی فوتبال موناکو
تیم ملی فوتبال موناکو نماینده کشور موناکو در مسابقات بین‌الملی است که زیر نظر فدراسیون فوتبال موناکو فعالیت می‌کند.
تیم ملی فوتبال موناکو در هیچ یک از سازمان‌های فوتبال همچون یوفا و فیفا عضو نیست و فقط در سازمان ان اف بورد عضویت داشت.

## جام جهانی ویوا
| سال  | مرحله      | رتبه | بازی | برد | تساوی | باخت | گل زده | گل خورده |
| ---- | ---------- | ---- | ---- | --- | ----- | ---- | ------ | -------- |
| ۲۰۰۶ | فینالیست   | ۲    | ۴    | ۱   | ۰     | ۲    | ۴      | ۳۷       |
| ۲۰۰۸ | شرکت نکرده |      |      |     |       |      |        |          |
| ۲۰۰۹ | شرکت نکرده |      |      |     |       |      |        |          |
| ۲۰۱۰ | شرکت نکرده |      |      |     |       |      |        |          |

## مسابقات بین‌المللی
| ۰۶-۱۰-۲۰۱۲ | فرانسه                      | موناکو    | ریشیه              | ۱-۲  |
| ۰۷-۰۵-۲۰۱۱ | ایتالیا                     | واتیکان   | موناکو             | ۱-۲  |
| ۰۳-۰۴-۲۰۱۰ | اوکسیتانیا                  | اوکیتانیا | موناکو             | ۵–۱  |
| ۲۰-۱۲-۲۰۰۸ | موناکو                      | موناکو    | پروونس             | ۲-۳  |
| ۰۸-۱۱-۲۰۰۸ | اوکسیتانیا                  | اوکیتانیا | موناکو             | ۲–۲  |
| ۲۴-۱۱-۲۰۰۶ | جام جهانی ویوا – اوکسیتانیا | لاپ‌لند    | موناکو             | ۲۱–۱ |
| ۲۳-۱۱-۲۰۰۶ | جام جهانی ویوا – اوکسیتانیا | لاپ‌لند    | موناکو             | ۱۴–۰ |
| ۲۱-۱۱-۲۰۰۶ | جام جهانی ویوا – اوکسیتانیا | اوکیتانیا | موناکو             | ۲–۳  |
| ۲۲-۰۴-۲۰۰۶ | فرانسه                      | موناکو    | کوزوو              | ۱–۷  |
| ۱۸-۰۲-۲۰۰۶ | فرانسه                      | موناکو    | جمهوری چچن ایچکریا | ۱۳–۱ |
| ۱۷-۱۲-۲۰۰۵ | فرانسه                      | اوکیتانیا | موناکو             | ۱–۲  |
| ۲۷-۰۵-۲۰۰۵ | جبل طارق                    | جبل طارق  | موناکو             | ۴–۰  |
| ۱۲-۰۲-۲۰۰۵ | اوکسیتانیا                  | اوکیتانیا | موناکو             | ۰–۰  |
| ۲۳-۱۱-۲۰۰۲ | ایتالیا                     | واتیکان   | موناکو             | ۰–۰  |
| ۱۸-۰۲-۲۰۰۲ | فرانسه                      | موناکو    | جبل طارق           | ۲–۲  |
| ۱۴-۰۷-۲۰۰۱ | آلمان                       | موناکو    | تبت                | ۲–۱  |